# Drake Powell
 (juillet 2025).
Si vous disposez d'ouvrages ou d'articles de référence ou si vous connaissez des sites web de qualité traitant du thème abordé ici, merci de compléter l'article en donnant les références utiles à sa vérifiabilité et en les liant à la section « Notes et références ».
Drake Edward Powell, né le 8 septembre 2005 à Durham en Caroline du Nord, est un joueur américain de basket-ball évoluant au poste d'ailier et mesurant 1,96 m.

## Biographie

### NBA
Drake Powell est sélectionné en vingt-deuxième position par les Hawks d'Atlanta lors de la draft 2025 de la NBA.